# Begonia alveolata
Espèce
Synonymes
- Begonia anceps Irmsch.[2]
- Begonia pingbienensis C. Y. Wu[3]
- Begonia pingbienensis C.Y.Wu[2]

Begonia alveolata est une espèce de plantes de la famille des Begoniaceae. Ce bégonia est originaire de Chine. L'espèce fait partie de la section Diploclinium. Elle a été décrite en 1948 par Tse Tsun Yu (1908-1986). L'épithète spécifique alveolata signifie « alvéolée » ou « qui a une ou des alvéoles, cavités ». 

## Répartition géographique
Cette espèce est originaire du pays suivant : Chine.